# Wysokociśnieniowa lampa rtęciowa

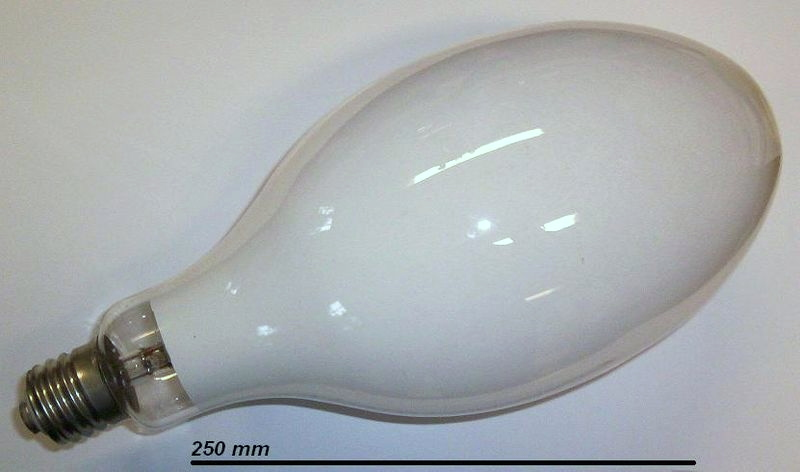
Lampa rtęciowa

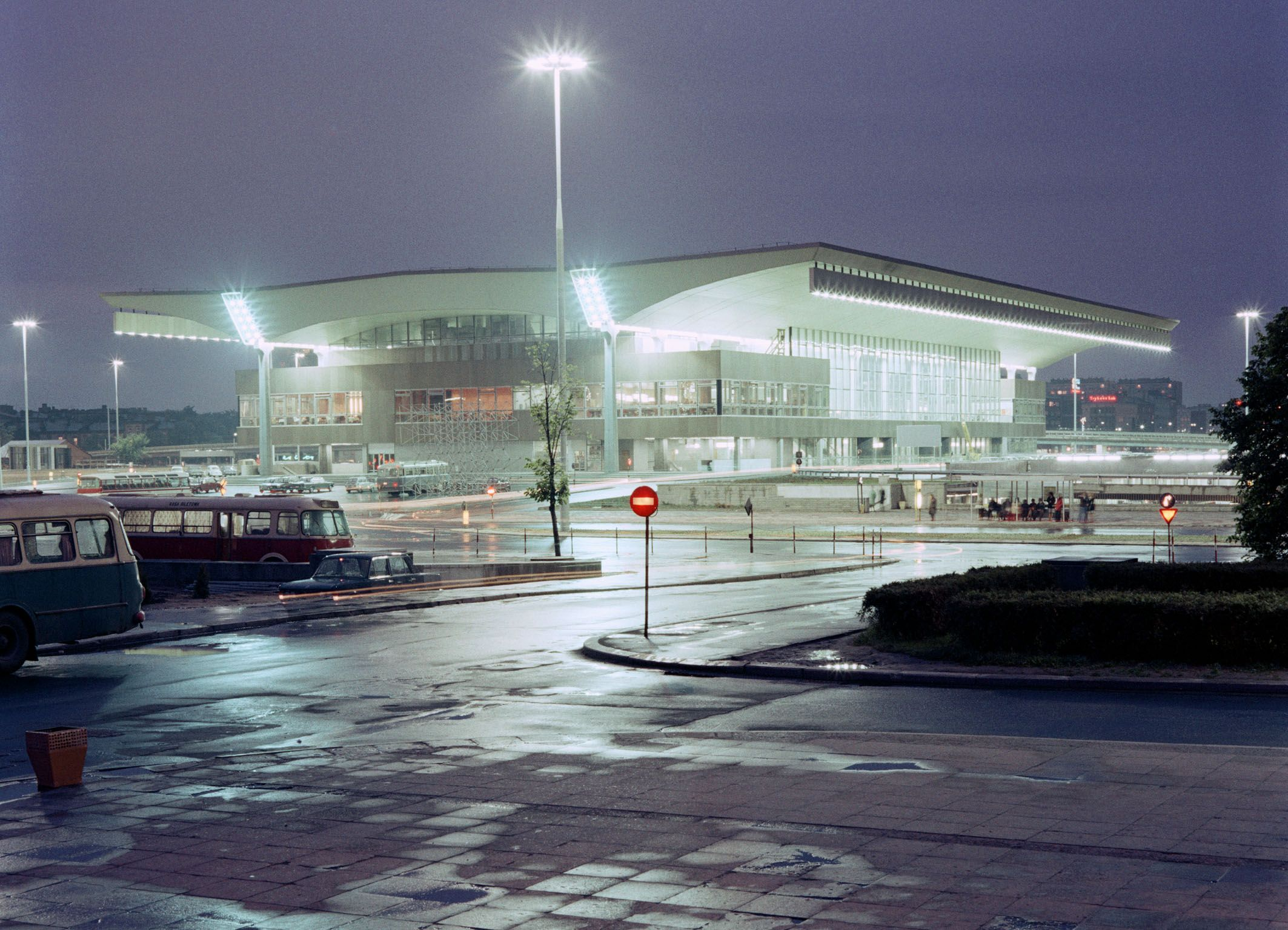
Lampy rtęciowe w Warszawie w latach 70. XX w.

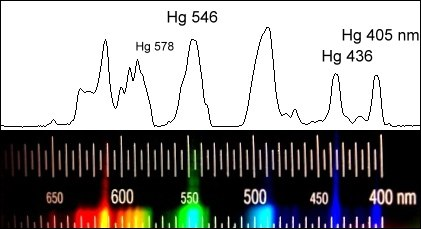
Widmo światła wytwarzanego przez lampę rtęciową

Rtęciówka budowa i układ połączeń: 1 – bańka szklana pokryta luminoforem od wewnątrz, 2 – elektrody główne, 3 – rezystor zapłonowy, 4 – elektroda pomocnicza, 5 – jarznik kwarcowy, 6 – kropla rtęci. Dł – dławik, C – kondensator.

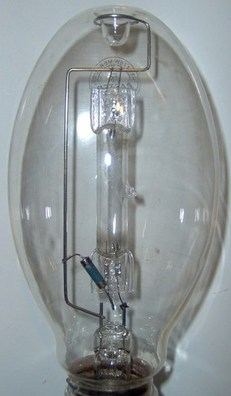
Lampa rtęciowa bez luminoforu

Wysokociśnieniowa lampa rtęciowa (pot. rtęciówka) – rodzaj lampy wyładowczej, w której światło powstaje dzięki wyładowaniu elektrycznemu w parach rtęci. W odróżnieniu od niskoprężnych lamp rtęciowych zwanych potocznie świetlówkami, w których następuje wyładowanie jarzeniowe, w wysokociśnieniowych lampach rtęciowych zachodzi wyładowanie łukowe. Lampa tego rodzaju była wynalazkiem amerykańskiego inżyniera Petera Coopera Hewitta.

## Budowa i zasada działania
Z zewnątrz lampa rtęciowa przypomina lampę żarową, dlatego często nazywana jest błędnie żarówką. Składa się bowiem z zewnętrznej bańki szklanej, pokrytej wewnątrz luminoforem i gwintowanego cokołu, umożliwiającego instalację w oprawie.

### Jarznik
Właściwym źródłem promieniowania jest umieszczony wewnątrz lampy jarznik. Jest to zamknięta rurka ze szkła kwarcowego z wyprowadzonymi na zewnątrz dwiema elektrodami głównymi i jedną lub dwiema elektrodami pomocniczymi. Jarznik  wypełniony jest argonem oraz rtęcią. W temperaturze pokojowej niemal cała rtęć jest w stanie ciekłym, tworzy osadzone na ścianach jarznika krople. Pod wpływem napięcia ok. 180 woltów pomiędzy jedną z elektrod głównych a umieszczoną w jej pobliżu elektrodą pomocniczą, podłączoną szeregowo z rezystorem zapłonowym, następuje wyładowanie jarzeniowe w argonie (nazywane wyładowaniem tlącym). Wyładowanie to powoduje rozgrzanie gazu i odparowywanie znajdującej się w jarzniku rtęci. Wraz ze wzrostem temperatury następuje wzrost stopnia jonizacji argonu i ciśnienia par rtęci w lampie, zaczyna płynąć prąd między elektrodami głównymi, wyładowanie jarzeniowe przechodzi w łukowe, spada oporność lampy, statecznik obniża napięcie na lampie tak, by ograniczyć natężenie prądu do bezpiecznej wartości. Łuk pomiędzy elektrodą główną a elektrodą pomocniczą zanika z powodu zmniejszenia napięcia na lampie. Powstające światło zawiera linie widmowe rtęci o dużym poszerzeniu ciśnieniowym. Część tych linii leży w obszarze ultrafioletu.

### Bańka zewnętrzna
Barierę ograniczającą wydostawanie się szkodliwego światła ultrafioletowego na zewnątrz lampy stanowi jej bańka zewnętrzna, wykonana ze szkła o silnej absorpcji ultrafioletu, a ponadto pokryta od wewnątrz luminoforem. Luminofor przekształca znaczną część promieniowania ultrafioletowego i fioletowego na światło widzialne, leżące głównie w obszarze czerwieni. Luminofor pozwala na poprawienie widma emitowanego światła (w stosunku do naturalnego światła słonecznego, widmo emisyjne łuku rtęciowego jest ubogie w czerwień). Ponadto luminofor poprawia sprawność lampy i dodatkowo ogranicza emisję ultrafioletu (szkło bańki zewnętrznej pochłania tylko pewną część szkodliwego promieniowania).

### Niebezpieczeństwo po uszkodzeniu bańki zewnętrznej
W większości wysokoprężnych lamp rtęciowych jarznik może nadal pracować po stłuczeniu zewnętrznej bańki, emitując duże ilości szkodliwego promieniowania ultrafioletowego. Emisja ultrafioletu z nieosłoniętego jarznika przy mocy lampy sięgającej 1000 W może powodować u osób znajdujących się w promieniu kilku metrów od lampy oparzenia skóry po kilku minutach ekspozycji, zaś obserwacja światła emitowanego przez jarznik stwarza już po kilkunastu sekundach ryzyko uszkodzenia wzroku (tym bardziej niebezpieczne, że ból oczu pojawia się dopiero po kilku godzinach od naświetlenia). Ultrafiolet emitowany przez jarznik jest niebezpieczny nie tylko dla ludzi i zwierząt – powoduje również przyspieszone niszczenie tworzyw sztucznych, m.in. poliwęglanów.
Z uwagi na powyższe ryzyko, lampy takie powinny być instalowane w kloszach stanowiących dodatkowe zabezpieczenie przed ultrafioletem (oraz przed uszkodzeniami mechanicznymi).
Produkowane są również lampy częściowo zabezpieczone przed skutkami pęknięcia bańki, ulegające samozniszczeniu po kilkunastu minutach pracy z pękniętą bańką. Zabezpieczenie jest realizowane poprzez podłączenie jednej z elektrod przez dodatkowy szeregowy rezystor węglowy o niewielkiej rezystancji (nie należy go mylić z rezystorem zapłonowym, obecnym na powyższym rysunku). Po uszkodzeniu bańki, gdy do jej wnętrza dostaje się powietrze, węgiel z rozgrzanego rezystora ulega przepaleniu, uniemożliwiając dalszą pracę jarznika.

## Statecznik
Do działania lampy rtęciowej konieczny jest statecznik w postaci połączonego szeregowo z lampą dławika lub układu elektronicznego, który ogranicza natężenie prądu przepływające przez lampę. Lampa włączona do sieci bez statecznika ulegnie zniszczeniu, po przejściu wyładowania w łukowe z powodu przepływu prądu o bardzo dużym natężeniu. 

## Lampa żarowo-rtęciowa
Wykonuje się również lampy żarowo-rtęciowe niewymagające statecznika. Rolę statecznika pełni umieszczony w bańce zewnętrznej wolframowy żarnik taki jak w tradycyjnej żarówce, włączony szeregowo z jarznikiem. Przy normalnej pracy lampy żarnik rozgrzewa się do temperatury podobnej jak w żarówce i świeci emitując światło żarowe. Lampy żarowo-rtęciowe, stosowane jako zamiennik tradycyjnej żarówki, zwane są czasami lampami o świetle mieszanym. Ich skuteczność świetlna jest znacznie mniejsza niż lamp ze statecznikiem, co istotnie ogranicza obszar zastosowań uzasadnionych ekonomicznie. Bańka tych lamp pokryta jest najczęściej specjalnym rozpraszaczem w przeciwieństwie do tradycyjnych lamp rtęciowych, gdzie do pokrycia stosowany jest luminofor. Odmianą konstrukcyjną klasycznej lampy rtęciowo-żarowej jest lampa rtęciowo-żarowa reflektorowa. Polskie oznaczenie takich lamp to MIX F (litera F informuje, czy bańka jest pokryta luminoforem lub rozpraszaczem).

## Zastosowanie
Lampy rtęciowe ustępują skutecznością świetlną lampom sodowym, metalohalogenkowym, a także nowoczesnym świetlówkom liniowym, dlatego coraz rzadziej spotyka się nowe instalacje z ich wykorzystaniem. Wcześniej były szeroko stosowane w oświetleniu zewnętrznym, hal przemysłowych oraz magazynów. Występuje w nich zjawisko stroboskopowe podobnie jak w świetlówkach. Produkuje się lampy rtęciowe o mocach od 50 do 2000 W. Lampy zwykłe mają sprawność od 36–61 lm/W, a rtęciowo-żarowe 10–26,5 lm/W.

## Lampy rtęciowe dostępne w handlu
W zależności od producenta, lampy rtęciowe noszą rozmaite nazwy oraz są produkowane w seriach o różnych mocach znamionowych (przeznaczone do różnych stateczników i montowane w gniazdach o różnych średnicach cokołu).
Lampy produkowane w Polsce przez Śląską Fabrykę Lamp Żarowych HELIOS w Katowicach oraz Zakłady Wytwórcze Lamp Elektrycznych i Rtęciowych POLAMP-Warszawa są oznaczane jako LRF-xxx (Lampa Rtęciowa Fluorescencyjna), gdzie xxx oznacza moc lampy. W przeszłości można było spotkać lampy nieistniejących już producentów: Telam oraz Polam. Obecnie produkowane są lampy o mocach 50, 80, 125, 175 250, 400, 700, 1000, 2000 W, przeznaczone do współpracy ze statecznikami magnetycznymi. Lampy o mocy 2000 W nie są jednak praktycznie stosowane. Polskie produkty tego typu oznaczone są symbolem STR-xxx (STatecznik Rtęciowy), gdzie xxx, analogicznie jak w przypadku lamp, oznacza moc lampy, np. STR-50 to statecznik przeznaczony do współpracy z lampą o mocy 50 W. Produkowane były odmiany konstrukcyjne lamp rtęciowych: lampy rtęciowe reflektorowe (polskie oznaczenie LRR lub LRRF w zależności czy bańka była pokryta luminoforem) oraz lampy rtęciowe bez luminoforu (polskie oznaczenie LR), które to ze względów technicznych przez polskiego producenta POLAMP nie są produkowane od lat 80. XX wieku.
Lampy te nazywane są wysokociśnieniowymi lub wysokoprężnymi (w rzeczywistości wyładowanie odbywa się przy ciśnieniu porównywalnym z atmosferycznym, określenie to ma odróżniać lampę od niskociśnieniowych lamp jarzeniowych, m.in. również rtęciowych). Zagraniczne koncerny stosują dla swoich lamp rtęciowych oznaczenia HQL (Osram), HPL (Philips), zaś anglojęzyczne nazwy takich lamp to m.in. High Pressure Mercury Vapour Lamps.